# Flor de hielo

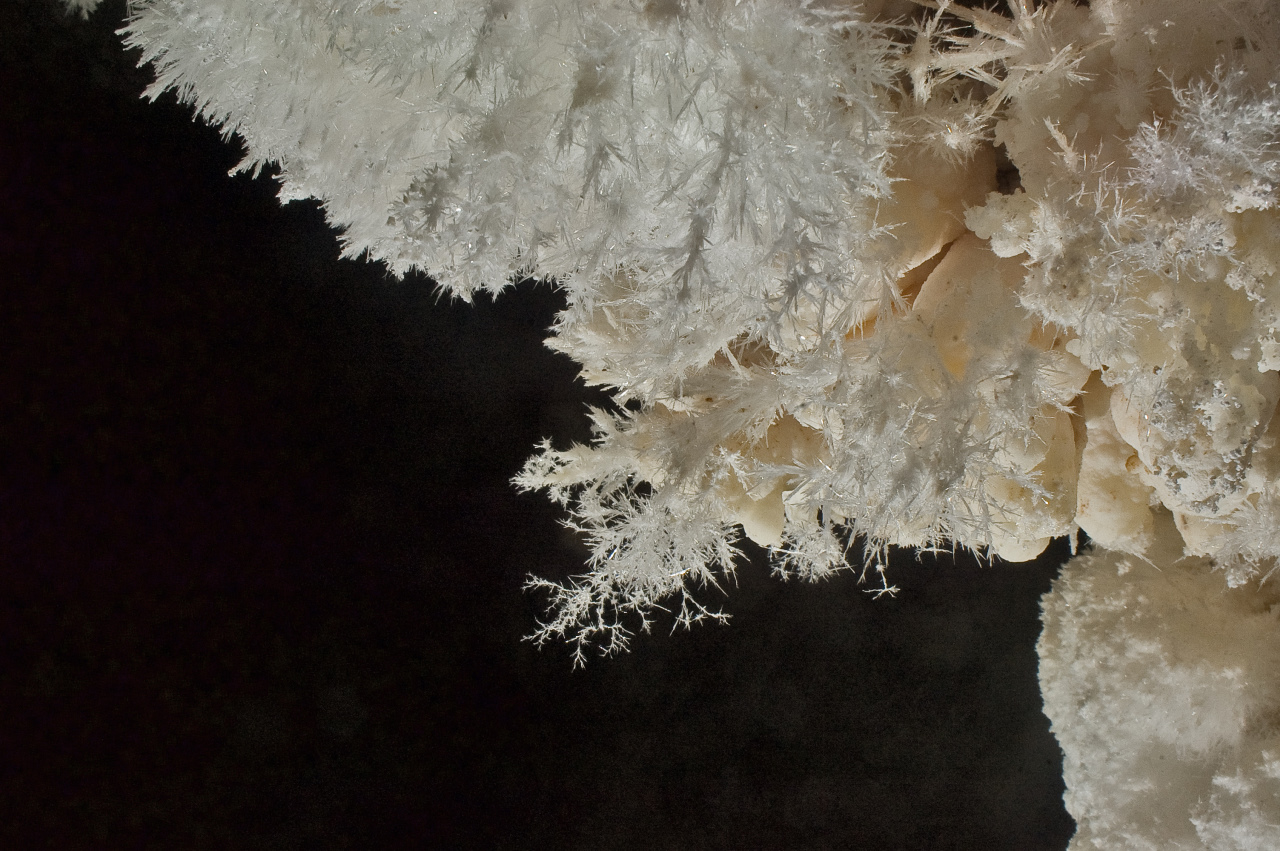
Frostworks sobre popcorn en la cueva Jewel.

Flor de hielo, espeleotema acicular de aragonito, cristal acicular de aragonito o frostwork (este último en inglés) es un espeleotema que se forma a partir de cristales de aragonito con forma arborescente. Es una forma secundaria kárstica que crece por capilaridad y evaporación o spray. Las agujas que forman las figuras parecidas a cardos tienen una longitud de pocos milímetros y un grosor inferior al milímetro.
El nombre les fue dado a finales del siglo XIX por los guías de Wind Cave.